# Wygoda (powiat krotoszyński)
Wygoda – osada w Polsce, położona w województwie wielkopolskim, w powiecie krotoszyńskim, w gminie Rozdrażew.
Wchodzi w skład sołectwa Wolenice.
W okresie Wielkiego Księstwa Poznańskiego (1815-1848) miejscowość wzmiankowana jako Wygoda karczma należała do wsi mniejszych w ówczesnym pruskim powiecie Krotoszyn w rejencji poznańskiej. Wygoda należała do okręgu koźmińskiego tego powiatu i stanowiła część majątku Wolenica, którego właścicielem był wówczas Antoni Stablewski. Według spisu urzędowego z 1837 roku wieś liczyła 24 mieszkańców, którzy zamieszkiwali trzy dymy (domostwa).
W latach 1975–1998 Wygoda należała administracyjnie do województwa kaliskiego.
Przed 2023 r. miejscowość była częścią wsi Wolenice.